# منتخب إستونيا لكرة الأرض للرجال
منتخب إستونيا الوطني لكرة الأرض للرجال (بالإستونية: Eesti saalihokikoondis)‏ هو ممثل إستونيا الرسمي في المنافسات الدولية في كرة الأرض .

## بطولة العالم لكرة الأرض
| العام | البلد المضيف | المرتبة       |
| ----- | ------------ | ------------- |
| 1996 ‏ | السويد       | المركز 11     |
| 2008 ‏ | التشيك       | المركز الثامن |
| 2010 ‏ | فنلندا       | المركز السابع |
| 2012 ‏ | سويسرا       | المركز التاسع |
| 2014 ‏ | السويد       | المركز الثامن |
| 2016 ‏ | لاتفيا       | المركز الثامن |
| 2018 ‏ | التشيك       | المركز العاشر |

## وصلات خارجية
- الموقع الرسمي